# 春日パーキングエリア
春日パーキングエリア（かすがパーキングエリア）は、宮城県宮城郡利府町にある三陸自動車道（三陸沿岸道路）のパーキングエリア (PA)。三陸道有料区間で唯一の休憩施設であり、無料区間を含めても店舗のある休憩施設として唯一である。
「むすび丸春日PA」（むすびまるかすがパーキングエリア）の愛称が付与されている。

## 歴史
当PAの付近は、陸奥国府・多賀城の瓦や須恵器を作った「硯沢窯跡」であった。硯沢窯跡は、大沢窯跡、大貝窯跡、中倉窯跡とともに「春日窯跡群」を構成し、窯跡として日本で初めて発掘調査がされた。発掘された出土物は、下り施設の「文化財展示室」で展示されている。
三陸自動車道 利府中IC - 松島北IC間の4車線化と並行して事業が行われており、このうち利府中IC - 松島海岸IC間の4車線化事業にあわせて当PAの建設も行われた。なおこの区間の4車線化は同年7月12日に先行して行われた。
- 2012年（平成24年）8月8日：同日正午より供用開始[4][2]。
- 2018年（平成30年）12月25日：上り線の駐車場拡幅事業が完了。同日13時より大型車駐車場が供用開始[5]。
- 2022年（令和4年）
  - 2月28日：フードコート「みちのレストラン四六時中」が閉店[6]。
  - 3月28日：屋外の喫煙所が廃止され、新たに喫煙所が開設[7]。
  - 4月1日：給電スタンドが営業開始[8]。
  - 4月27日：松屋が開店[9]。

## 施設

### 上り線（仙台・いわき・水戸・東京方面）
- 駐車場[10]
  - 大型：24台
  - 小型：73台
  - 身障者用小型 : 2台
- トイレ[10]

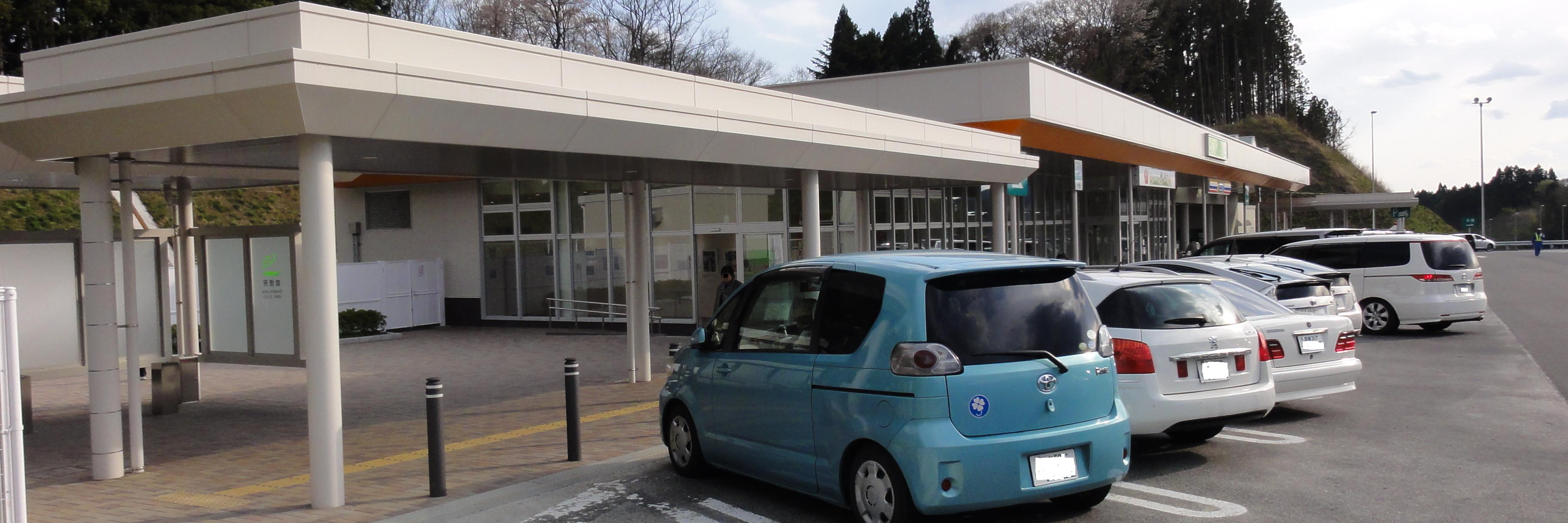
上り線施設

  - 男性用 大 4（洋式 3、和式 1）・小10（他 子供用 1）、多目的トイレ 1（オストメイト対応）
  - 女性用 洋式 9・和式 1・男児用小便器 1、多目的トイレ 1（オストメイト対応）、パウダールーム併設
  - 男女共用多目的トイレ 1（オストメイト対応）
- 給電スタンド（24時間）
- 自動販売機
- 松屋（7:00 - 20:00、松屋フーズ）[9]
- コンビニエンスストア「ミニストップ」（24時間）
- ATM「イオン銀行」（24時間）
- 郵便ポスト
- みやぎ Free Wi-Fi
- 喫煙所
- 自動体外式除細動器 (AED)
- 車椅子無料貸し出し（24時間）
- 地域情報PRコーナー

### 下り線（石巻・気仙沼・釜石・宮古・久慈・八戸方面）
- 駐車場[11]
  - 大型：21台
  - 小型：63台
  - 身障者用小型：2台
- トイレ[11]
  - 男性用 大 4（洋式 3、和式 1）・小10（他 子供用 1）、多目的トイレ 1（オストメイト対応）
  - 女性用 洋式 13・和式 3・男児用小便器 1、多目的トイレ 1（オストメイト対応）、パウダールーム併設
  - 男女共用多目的トイレ 1（オストメイト対応）
- 給電スタンド（24時間）
- 自動販売機
- 松屋（7:00 - 20:00、松屋フーズ）
- コンビニエンスストア「ミニストップ」（24時間）
- ATM「イオン銀行」（24時間）
- 郵便ポスト
- みやぎ Free Wi-Fi
- 喫煙所
- 自動体外式除細動器 (AED)
- 車椅子無料貸し出し（24時間）
- 文化財展示室（7時 - 21時、無料）

## 隣
E45 三陸自動車道（三陸沿岸道路 仙台松島道路）
(4) 利府中IC - 春日PA - (5) 松島海岸IC